# Jerjerrod
Jerjerrod es un personaje de la saga cinematográfica de la Guerra de las Galaxias.
Jerjerrod era el Moff Imperial del Sector Quanta y, más tarde, el supervisor de la construcción de la segunda Estrella de la Muerte.

## Características
Jerjerrod era un tecnócrata conformista. No buscaba ferozmente el poder, como muchos de sus contemporáneos, pero aceptaba las responsabilidades que le mandaban. Sin embargo, Jerjerrod era un soldado. Adoraba el estado de guerra constante del Imperio que le permitía aniquilar completamente a su enemigo. Estas características hicieron a Jerjerrod un candidato ideal para comandar la nueva Estrella de la Muerte de Palpatine. El emperador había comprobado que un líder tipo Tarkin no era el más apropiado para comandar la Estrella, y decidió que uno tipo Jerjerrod era más apropiado. Todo era poco para evitar lo de Yavin, nada podía ser parecido a aquella derrota.

## Biografía
La historia de Jerjerrod antes de su nombramiento como Moff del Sector Quanta es desconocida, aunque es posible que el almirante Jerjerrod que sirvió en la flota republicana fuera él. Un año después de la batalla de Yavin 4, Jerjerrod dirigía todo su sector natal. Su dominio estaba a todos los niveles, político, artístico... Jerjerrod tenía un hermano mayor, Nevan Jerjerrod, un Guardia del Senado, que fue asesinado por el senador rebelde Murt Saggasi en Tatooine, poco antes del inicio del Imperio Galáctico.
Durante un tiempo, Jerjerrod trabajó en el Ejecutor, y recibió a lord Vader cuando volvió de Bespin. Jerjerrod abandonó el Ejecutor, seguramente para discutir el nuevo proyecto de la Estrella de la Muerte.
Jerjerrod fue promovido a Director de los Sistemas de Energía Imperiales. Jerjerrod era increíblemente eficaz evitando que los espías rebeldes encontraran la nueva estación antes de lo previsto. Jerjerrod se convirtió en el supervisor de la construcción de la superarma imperial, y el Emperador le dio, personalmente, el rango de Gran Comandante del Sector Modell.
Poco antes de la Batalla de Endor, Jerjerrod recibió una segunda visita de Vader para informar de la próxima llegada de Palpatine. Vader sugirió a Jerjerrod encontrar mejores métodos de motivación para completar los sistemas de la estación que necesitaría durante la Batalla. Por suerte para él, el súperlaser estaba operativo cuando llegó Palpatine.
Durante la batalla, Jerjerrod dirigió los equipos de artillería de la Estrella de la Muerte, destruyendo varias naves rebeldes. Cuando los escudos cayeron, Jerjerrod recibió órdenes de disparar a la luna santuario de Endor.
Jerjerrod murió por la explosión mientras la estación era evacuada.

## Detrás de las escenas
- El Moff Jerjerrod fue interpretado por Michael Pennington.
- En una escena eliminada del Retorno del Jedi, Jerjerrod y dos guardias reales del Emperador intentaron evitar que Vader viera al Emperador, momento en el que Vader estrangula a Jerjerrod usando la Fuerza, pero sin matarlo.
- Usando secuencias de archivo del Retorno del Jedi, Jerjerrod aparece también en la edición especial de El Imperio Contraataca, apareciendo en ambas películas. Es, por tanto, junto a Piett y Tarkin, el único oficial imperial que aparece en dos películas, y solo Jerjerrod y Piett son interpretados por los mismos actores.
- Según el guion original, Jerjerrod tenía una alta posición en el Imperio, era un Gran Moff y el propio Vader lo saludaba con respeto.
- En un inicio, se quiso que Jerjerrod fuera un rival de Vader de la misma manera que lo era Xizor, pero se le acabó dando un papel menor.

- Datos: Q3807979